# Liza Waschke
Liza Waschke ist eine deutsche Schauspielerin.

## Leben
Liza Waschke wuchs in Berlin auf. Im Alter von 14 Jahren wurde sie als Model entdeckt und lief bei Modeschauen über den Laufsteg. Ab 2010 absolvierte sie eine Schauspielausbildung in Berlin. 
Bekannt wurde Liza Waschke im Jahre 2013 als Milla Brandt in der Reality-Seifenoper Berlin Tag & Nacht auf RTL 2. Liza Waschke war in diversen Fernsehfilmen und Fernsehproduktionen, unter anderem von Til Schweiger zu sehen. Sie ist zudem Werbefigur für einen Mode-Online-Shop.

## Filmografie
- seit 2013: Berlin – Tag & Nacht (Fernsehserie)
- 2020: Die Hochzeit (Kinofilm)
- 2021: Die Rettung der uns bekannten Welt (Kinofilm)
- 2022: Das beste kommt noch! (Kinofilm)
- 2023: Manta Manta – Zwoter Teil